# Олексіївська лінія
Олексіївська лінія — найновіша, третя лінія Харківського метрополітену. Після будівництва електродепо «Олексіївське» матиме вихід до Харківської області.

## Історія
Олексіївська лінія була відкрита 6 травня 1995 року, яка складалася з  5 станцій на ділянці  «Метробудівників» — «Наукової».
21 серпня 2004 року було відкрито ще дві станції — «23 Серпня» та «Ботанічний сад».
21 грудня 2010 року відкрита станція «Олексіївська», а 19 серпня 2016 року відкрита станція — «Перемога». Надалі заплановано розширити протяжність лінії, зокрема у Державному бюджеті України на 2019 рік було виділено 30 млн грн для продовження будівництва.

## Розвиток
При проєктуванні лінії у 1980-х роках передбачалося розширення лінії як у південному, так і у північному напрямках. Північніше станції «Перемога» мала з'явитися ще одна станція під проєктною назвою «Дергачі»[джерело?]. Крім того, станом на 2019 рік здійснювалися роботи з будівництва третього у місті електродепо, що мало було введено в експлуатацію у 2020 році. Будівництво третьої лінії Харківського метрополітену продовжуватиметься: фінансові установи повністю підтримують цей проєкт. У південному напрямку передбачено  побудувати ще 5 станцій, з кінцевою станцією біля міжнародного аеропорту «Харків». На початку 2019 року розпочалися підготовчі роботи зі спорудження нової черги з двох станцій від станції «Метробудівників»: «Державінська» (відкриття якої передбачалося ще у 2020 році) та «Одеська» — у 2022 році, проте плани так і не було здійснено. Також між цими двома станціями запроєктована майбутня станція «Каштанова», яку планується побудувати пізніше, найімовірніше, вже після продовження лінії до аеропорту. Але щодо планів продовження лінії до аеропорту та до Дергачів — ніяких конкретних даних станом на 2023 рік немає.
9 травня 2023 року, під час пресконференції харківський міський голова Ігор Терехов повідомив про зміну проєкту з будівництва електродепо «Олексіївське», яке планується побудувати замість наземного безпосередньо під землею. Таке рішення підтримали і партнери — Європейський банк реконструкції та розвитку й Європейський інвестиційний банк. Протяжність перегінних тунелів до електродепо складе 756 метрів. Саме електродепо розраховано на 100 вагонів і передбачає створення 239 нових робочих місць.
Проєкт розвитку Харківського метрополітену передбачає будівництво електродепо, двох станцій метро в бік аеропорту та придбання 85 одиниць рухомого складу. На його реалізацію залучені кредитні кошти у сумі 320 млн євро.